# Mallinella selecta
Mallinella selecta là một loài nhện trong họ Zodariidae.
Loài này thuộc chi Mallinella. Mallinella selecta được Pavesi miêu tả năm 1895.